# A bór izotópjai
Bór (B)

Standard atomtömeg: 10,811(7) u

## Táblázat
| Az izotóp jele | Z(p)                | N(n)                | Az izotóp tömege (u) | felezési idő                    | magspin | jellemző izotóp- összetétel (móltört) | természetes ingadozás (móltört) |
| Az izotóp jele | gerjesztési energia | gerjesztési energia | gerjesztési energia  | felezési idő                    | magspin | jellemző izotóp- összetétel (móltört) | természetes ingadozás (móltört) |
| -------------- | ------------------- | ------------------- | -------------------- | ------------------------------- | ------- | ------------------------------------- | ------------------------------- |
| 6B             | 5                   | 1                   | 6,04681(75)#         |                                 |         |                                       |                                 |
| 7B             | 5                   | 2                   | 7,02992(8)           | 350(50)·10‒24 s [1,4(2) MeV]    | (3/2‒)  |                                       |                                 |
| 8B             | 5                   | 3                   | 8,0246072(11)        | 770(3) ms                       | 2+      |                                       |                                 |
| 9B             | 5                   | 4                   | 9,0133288(11)        | 800(300)·10‒21 s [0,54(21) keV] | 3/2‒    |                                       |                                 |
| 10B            | 5                   | 5                   | 10,0129370(4)        | STABIL                          | 3+      | 0,199(7)                              | 0,18929–0,20386                 |
| 11B            | 5                   | 6                   | 11,0093054(4)        | STABIL                          | 3/2‒    | 0,801(7)                              | 0,79614–0,81071                 |
| 12B            | 5                   | 7                   | 12,0143521(15)       | 20,20(2) ms                     | 1+      |                                       |                                 |
| 13B            | 5                   | 8                   | 13,0177802(12)       | 17,33(17) ms                    | 3/2‒    |                                       |                                 |
| 14B            | 5                   | 9                   | 14,025404(23)        | 12,5(5) ms                      | 2‒      |                                       |                                 |
| 15B            | 5                   | 10                  | 15,031103(24)        | 9,87(7) ms                      | 3/2‒    |                                       |                                 |
| 16B            | 5                   | 11                  | 16,03981(6)          | <190·10‒12 s [<0,1 MeV]         | 0‒      |                                       |                                 |
| 17B            | 5                   | 12                  | 17,04699(18)         | 5,08(5) ms                      | (3/2‒)  |                                       |                                 |
| 18B            | 5                   | 13                  | 18,05617(86)#        | <26 ns                          | (4‒)#   |                                       |                                 |
| 19B            | 5                   | 14                  | 19,06373(43)#        | 2,92(13) ms                     | (3/2‒)# |                                       |                                 |

## Fordítás
- Ez a szócikk részben vagy egészben  az   Isotopes of boron című angol Wikipédia-szócikk ezen változatának fordításán alapul.  Az eredeti cikk szerkesztőit annak laptörténete sorolja fel. Ez a jelzés csupán a megfogalmazás eredetét és a szerzői jogokat jelzi, nem szolgál a cikkben szereplő információk forrásmegjelöléseként.

## Külső hivatkozások
- Izotóptömegek:  Ame2003 Atomic Mass Evaluation by G. Audi, A.H. Wapstra, C. Thibault, J. Blachot and O. Bersillon in Nuclear Physics A729 (2003).
- Izotópösszetétel és standard atomtömegek: Atomic weights of the elements. Review 2000 (IUPAC Technical Report). Pure Appl. Chem. Vol. 75, No. 6, pp. 683-800, (2003) and Atomic Weights Revised (2005) Archiválva 2008. március 5-i dátummal a Wayback Machine-ben.
- A felezési időkre, a spinekre és az izomer adatokra vonatkozó információk az alábbi forrásokból származnak:
  - Audi, Bersillon, Blachot, Wapstra. The Nubase2003 evaluation of nuclear and decay properties Archiválva 2011. július 16-i dátummal a Wayback Machine-ben, Nuc. Phys. A 729, pp. 3-128 (2003).
  - National Nuclear Data Center, Brookhaven National Laboratory. Information extracted from the NuDat 2.1 database (Hozzáférés ideje: Sept. 2005).
  - David R. Lide (ed.), Norman E. Holden in CRC Handbook of Chemistry and Physics, 85th Edition, online version. CRC Press. Boca Raton, Florida (2005). Section 11, Table of the Isotopes.

| A berillium izotópjai | A bór izotópjai | A szén izotópjai |
| Izotópok listája      |                 |                  |